# Stabbursdalen-Nationalpark
Der Stabbursdalen-Nationalpark (norwegisch: Stabbursdalen nasjonalpark) ist ein Nationalpark im Norden Norwegens. 1970 gegründet und 2002 erweitert, umfasst er heute ein geschütztes Gebiet von 747 km². Der Park liegt am südöstlichen Ende der Porsanger-Halbinsel auf dem Gebiet der Kommunen Porsanger und Hammerfest im Fylke Finnmark und grenzt an das Stabbursdalen-Naturschutzgebiet. In der Nähe befindet sich zudem das Stabbursnes-Naturreservat. Zusammen steht in diesen drei Gebieten eine Fläche von rund 1.000 km² unter Schutz. Im Osten des Parks liegen der Ort Lakselv und der Porsangerfjord.

## Geographie, Landschaft und Geologie

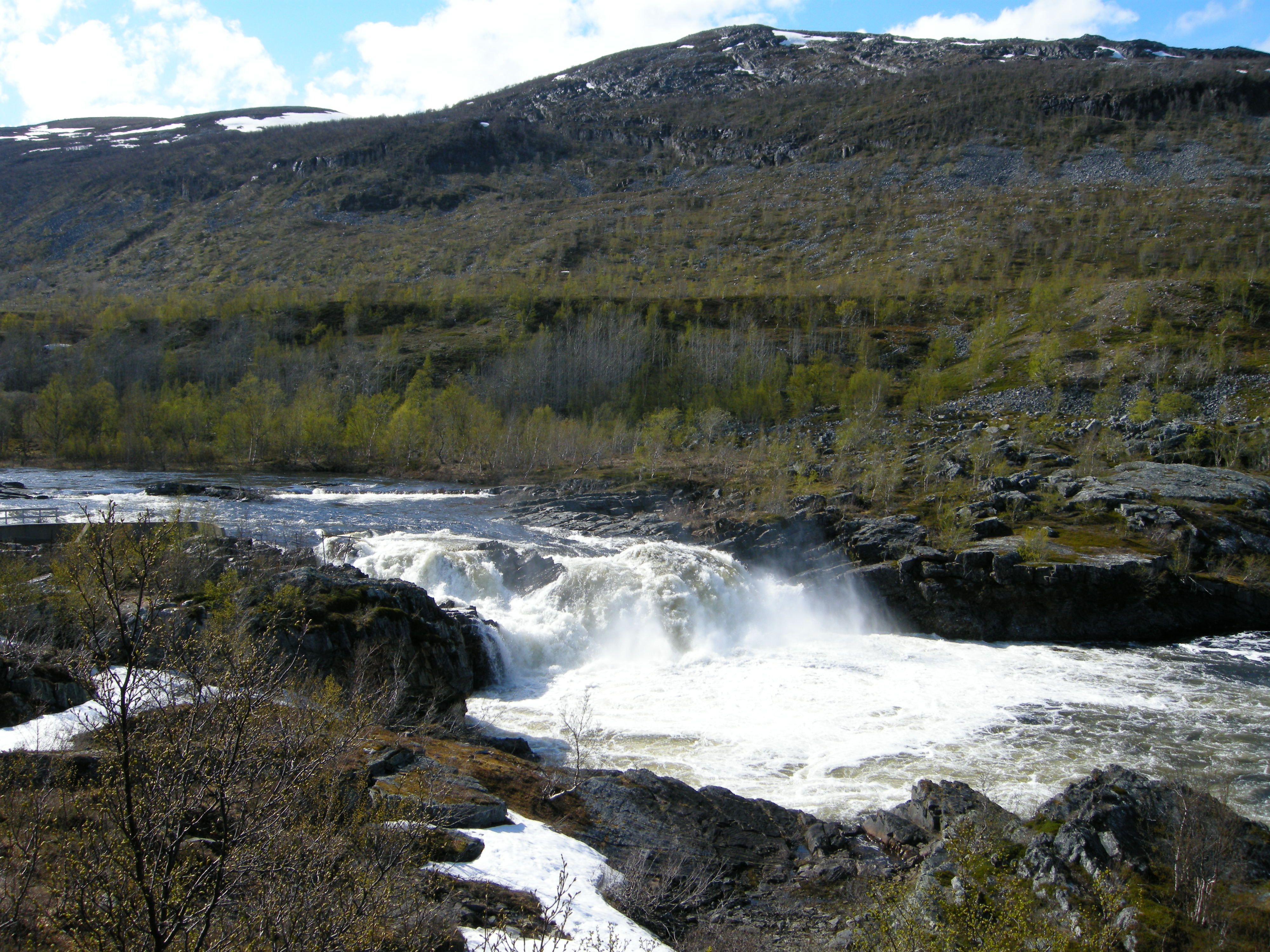
Der Stabbursfossen

Der Park umfasst das Stabburstal und die im Südosten angrenzende Gebirgskette Gáissene mit dem 1.139 Meter hohen Čohkarášša. Hier finden sich für die Finnmark typische Landschaftsformen: karges Hochfjell, offene Hochebenen, enge Tobel, Birkenwälder und lichte Kiefernwälder.
Die Landschaft wurde maßgeblich durch die Inlandseisbewegungen während der letzten Eiszeit im Quartär geformt. Der 60 km lange Stabburselva Fluss entstand durch die Schmelzwasserbäche der damaligen Gletscher. Der untere Teil des Stabbursdalen ist eine Ebene, die durch die Ansammlung von Geröll und Sand, kommend von den Gletschern, und durch Verwitterung über die Jahrtausende entstand.

## Flora und Fauna

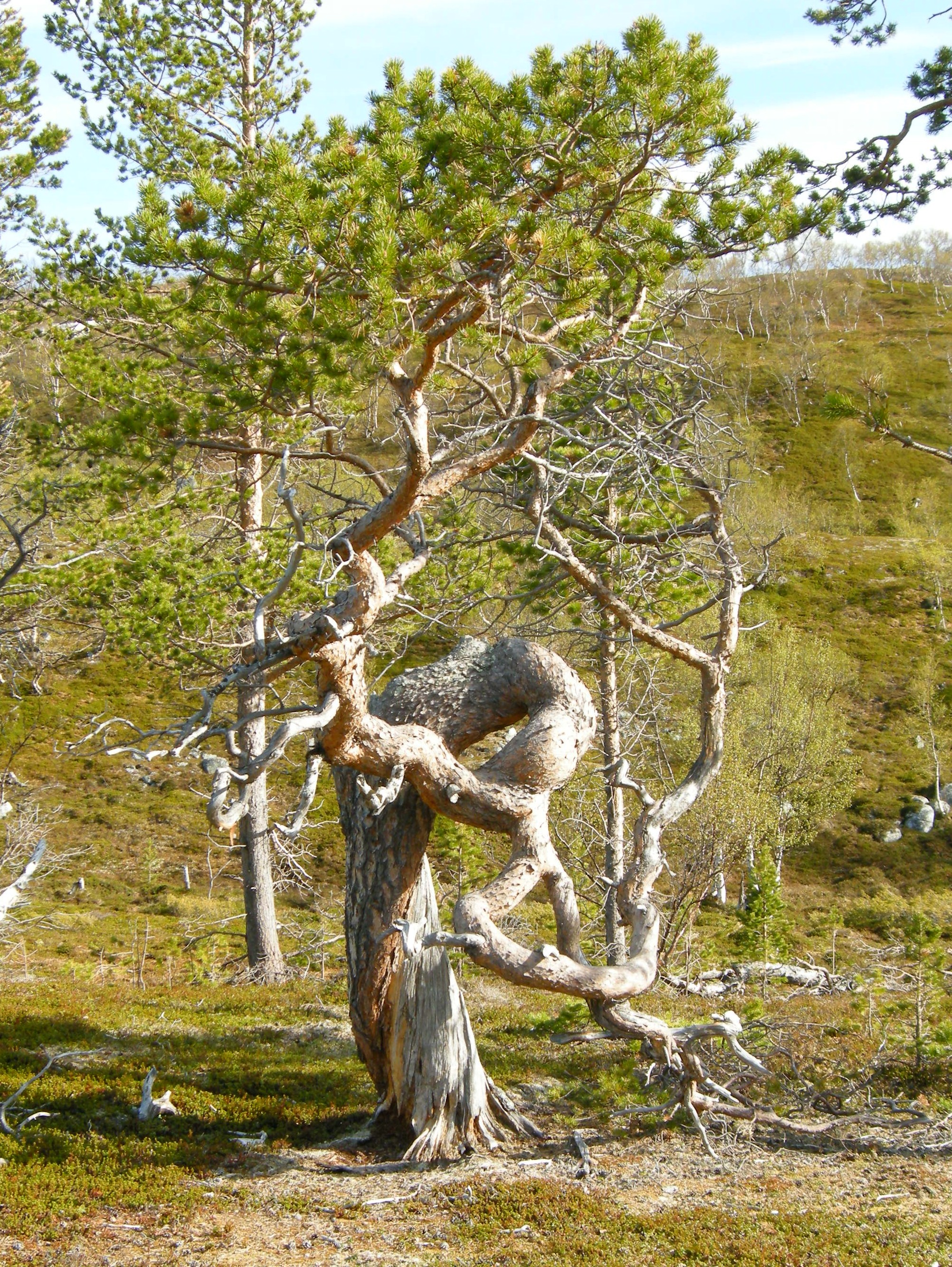
Kiefer im Stabbursdalen-Nationalpark

Der Nationalpark beherbergt den weltweit nördlichsten Kiefernwald mit bis zu 500 Jahre alten Bäumen. Für viele Tierarten stellt das Stabburstal den nördlichsten Lebensraum dar.
Die Vogelwelt gestaltet sich sehr vielfältig. So gibt es neben Schellenten und Gänsesägern auch Bergfinken und Zwergammern. Der verbreitetste Greifvogel ist der Fischadler, gefolgt vom Merlin.
Die größten Säugetiere im Stabbursdalen sind Elch, Rentier und Vielfraß.
Der Stabburselva hat einen stabilen Bestand an Lachsen. Aus diesem Grund erfreut sich der Park großer Beliebtheit bei Sportfischern. Zudem gibt es in den Flüssen im Nationalpark große Bestände an Wandersaiblingen, Forellen und Hechten.

## Tourismus und Verwaltung
Das für den Park zuständige Informationszentrum ist das Stabbursnes Naturhus og Museum, welches zugleich auch das nördlichste Nationalparkzentrum Skandinaviens ist.